# 昏列弄蝶
昏列弄蝶（学名：Halpe gamma），又名黃斑小褐弄蝶、黃斑烈弄蝶，为弄蝶科列弄蝶屬下的一个种。

## 描述
雌雄外型相近，差異不明顯。
雄蝶頭部有褐色混黃白色鱗片，觸角背面為褐色，腹面帶黃白鱗，近尖端轉為乳黃色，末端裸露、呈鉤狀。口器褐色。下唇鬚直立，前兩節披乳黃白色毛，末節細小、褐色。胸部背面褐色，腹面黃白色；足為淡褐色。
前翅呈三角形，長15-19 mm，外緣略突出；後翅為扇形。翅背面褐色底，點綴透明斑，翅基處覆黃褐色毛，後翅中央有模糊的乳黃白色斑點。翅腹面亦為褐色，佈滿黃色鱗片。前翅的透明斑與背面一致，亞外緣有明顯黃色帶紋；後翅中央排列一列褐色斑點。翅緣毛為黃白色混褐色。
雌蝶形態與雄蝶相似，唯翅幅較寬，前翅背面的性標為CuA2室內的黃白斑。

## 分佈
中國大陸南部、台灣。在臺灣地區分布於臺灣本島低、中海拔山區。

## 棲地
棲息於常綠闊葉林及竹林環境。可能為一年一代。成蟲主要棲息於森林邊緣，飛行活潑敏捷，具有訪花習性；雄蝶常見於濕地吸水。
幼蟲以竹類植物為食，如臺灣矢竹、玉山箭竹等。